# 圣米歇尔拉巴迪耶
圣米歇尔拉巴迪耶（法語：Saint-Michel-Labadié，法語發音：[sɛ̃ miʃɛl labadje]）是法国奥克西塔尼大区塔恩省的一个市镇，属于阿尔比区。

## 地理
圣米歇尔拉巴迪耶（44°0'16"N, 2°26'10"E）面积9.78 平方千米，位于法国奧克西塔尼大區塔恩省，该省份为法国南部内陆省份，北起顺时针与阿韦龙省、埃罗省、奥德省、上加龙省和塔恩-加龙省接壤。
与圣米歇尔拉巴迪耶接壤的市镇（或旧市镇、城区）包括：阿萨克、勒杜恩、福塞尔格、圣西尔格、瓦朗斯达尔比茹瓦。
圣米歇尔拉巴迪耶的时区为UTC+01:00、UTC+02:00（夏令时）。

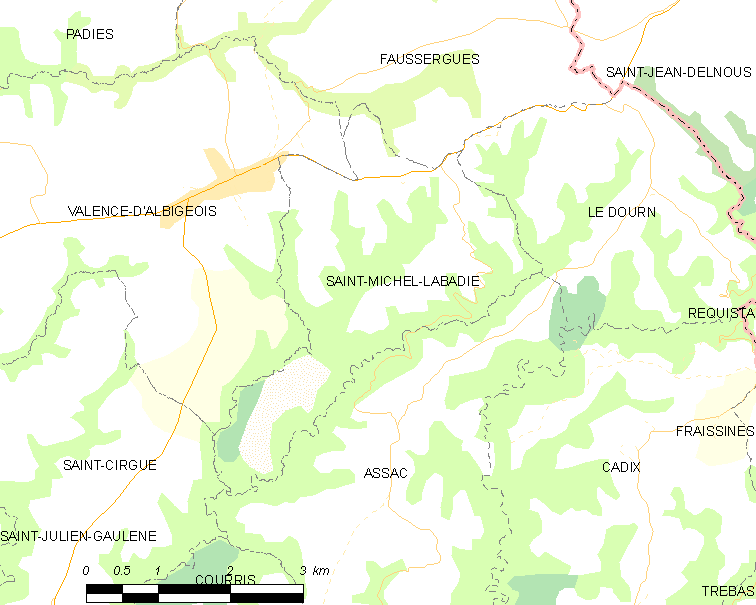
圣米歇尔拉巴迪耶的OSM定位图

## 行政
圣米歇尔拉巴迪耶的邮政编码为81340，INSEE市镇编码为81264。

## 政治
圣米歇尔拉巴迪耶所属的省级选区为卡尔莫第一县。

## 人口

1962-2008年间圣米歇尔拉巴迪耶人口变化图示

圣米歇尔拉巴迪耶于2022年1月1日时的人口数量为87人。